# Felező számnév
A felező számnév sok nyelvben olyan számnév, amelynek jelentése a benne szereplő sorszámnév értéke, mínusz fél.
A magyar nyelvben már csaknem kihalt, emlékét másfél szavunk őrzi, ami a másodfél alakból rövidült. A „harmadfél” jelentése „két és fél”, a „negyedfél” az „három és fél” és így tovább. Szabályos képzése a sorszámnévből lehetséges: második, harmadik, negyedik, stb.
Létezett olyan elmélet, hogy a magyar nyelvben német hatásra alakult ki, ezt azonban ma már cáfolják. Orosz, finn és magyar példái még magyarázhatóak lennének a német nyelv földrajzi közelségével e nyelvek fejlődése során, Szabó T. Attila azonban arra mutatott rá, hogy a felező számnevek jóval keletebbre élő, a némettel szoros kapcsolatba nem került finnugor nyelvekben is kimutathatók.
Szabó T. Attila szerint a felező számnevek több nyelvben egymástól függetlenül alakulhattak ki a számnevek fejlődésének korai fokán, talán a két kézzel mutatott számokból (abban az esetben, amikor két kéz helyett csak egy kezet mutattak).
Magyar írott nyelvemlék a legkorábban 1478-ban említ felező számnevet, ekkor családnévként (Albertum Masfeel), a 16. század elejéről azonban már számos számnévi említés ismert. A régi magyar nyelvben a kilencedfélig a felező számnevek gyakoriak, az ezen felüliek ritkák voltak.
Földi János nyelvtana 1790-ben a számlálószókról szóló fejezetben „fél köznév”, későbbi nyelvtanában Verseghy Ferenc az „osztószámok” között említi őket.